# Чемпионат мира по хоккею с шайбой 2020
Чемпионат мира по хоккею с шайбой 2020 — отменённый чемпионат мира по хоккею, который должен был пройти с 8 по 24 мая 2020 года в одиннадцатый раз в Швейцарии, в городах Цюрих и Лозанна. Решение о его проведении было принято 15 мая 2015 года на конгрессе Международной федерации хоккея с шайбой, который прошёл в Чехии.. При этом Цюрих принял бы чемпионат в четвёртый раз, последний проходил здесь в 2009 году, а Лозанна бы во второй раз, единственный чемпионат состоялся здесь почти 60 лет назад. 21 марта 2020 года ИИХФ отменила турнир из-за пандемии коронавируса.

## Предшествующие события

### Выбор места проведения
На проведение турнира была подана официальная заявка от Швейцарии.
12 января 2015 года Швейцария отозвала свою заявку на проведение чемпионата мира по хоккею 2019 года и решила претендовать на проведение чемпионата в 2020 году. Предполагалось проведение игр турнира в Цюрихе на Халленштадион, вмещающем 11200 зрителей, и либо в Лозанне, либо в Цуге.
Также возможными кандидатами на проведение турнира являлись Латвия, Белоруссия и Финляндия.

### Отмена турнира
17 марта 2020 на совещании Международной федерации хоккея с шайбой было принято предварительное решение об отмене турнира без рассмотрения вероятности переноса места его проведения на территорию иного государства, из-за распространения COVID-19. 13 марта власти Швейцарии запретили до 30 апреля культурно-массовые мероприятия с общей численностью участников более 100 человек. Кроме того, страна на три месяца приостановила выдачу виз для граждан третьих стран и закрыла авиасообщение с Испанией, Италией, Францией, Германией, Австрией и странами, не входящими в шенгенское соглашение. 21 марта ИИХФ на своём официальном сайте объявила об отмене чемпионата.

## Арены
Проведение матчей чемпионата было запланировано в двух городах: Цюрихе и Лозанне, резервный город Цуг.
| Швейцария                         | Швейцария                                          | Швейцария                        |
| Цюрих                             | Халленштадион · (Цюрих) Vaudoise arena · (Лозанна) | Лозанна                          |
| --------------------------------- | -------------------------------------------------- | -------------------------------- |
| Халленштадион Вместимость: 11 200 | Халленштадион · (Цюрих) Vaudoise arena · (Лозанна) | Vaudoise arena Вместимость: 9600 |
|                                   | Халленштадион · (Цюрих) Vaudoise arena · (Лозанна) |                                  |

## Участники
Своё участие в чемпионате гарантировала сборная Швейцарии на правах страны-хозяйки, а также сборные Казахстана и Белоруссии, которые заняли два первых места на турнире первого дивизиона ЧМ-2019. Ещё 13 сборных были квалифицированы на турнир по итогам ЧМ-2019.
| 13 из Европы | Беларусь ^  | Великобритания ∗ | Германия ∗ | Дания ∗       |  |
| 13 из Европы | Италия ∗    | Латвия ∗         | Норвегия ∗ | Россия ∗      |  |
| 13 из Европы | Словакия ∗  | Финляндия ∗      | Чехия ∗    | Швейцария ∗ + |  |
| 13 из Европы | Швеция ∗    |                  |            |               |  |
| 2 из Северной Америки | Канада ∗    | США ∗            |            |               |  |
| 1 из Азии | Казахстан ^ |                  |            |               |  |
| Примечание: * - 14 команд квалифицировались в высший дивизион по итогам ЧМ-2019 ^ - 2 команды перешли в высший дивизион по итогам первого дивизиона ЧМ-2019 + - страна-хозяйка |             |                  |            |               |  |

## Судьи
ИИХФ выбрала 16 главных и 16 линейных судей в качестве официальных судей на чемпионате мира по хоккею в 2020 году. Ими стали:
| - Ансси Салонен - Микко Каукокари - Даниэль Штрикер - Александр Гарон - Оливье Гуэн - Антонин Ержабек - Робин Шир - Мариан Рохач | - Роман Гофман - Евгений Ромасько - Максим Сидоренко - Линус Олунд - Микаэль Норд - Мадс Франдсен - Джереми Тафтс - Эндрю Брюггеман |

| - Дмитрий Голяк - Дастин Маккранк - Максим Шапю - Элиас Зевальд - Иржи Ондрачек - Хенрик Хаурум - Ханну Сормунен - Лаури Никулайнен | - Александр Вальдехер - Дмитрий Шишло - Никита Шалагин - Дэвид Обвегезер - Андреас Мальмквист - Эмиль Элетинен - Джейк Дэвис - Билл Хэнкок |